# Ömnögovĭ (distrikt i Mongoliet)
Ömnögovĭ (mongoliska: Өмнɵговь Сум, Өмнɵговь) är ett distrikt i Mongoliet.   Det ligger i provinsen Uvs, i den västra delen av landet, 1 100 km väster om huvudstaden Ulaanbaatar.